# Конрад фон Папенхайм
Конрад фон Папенхайм (на немски: Konrad von Pappenheim; Conrad I von Pappenheim; * 10 април 1534, дворец Ротенщайн при Бад Грьоненбах; † 30 юли 1603, Тюбинген) е императорски полковник, имперски наследствен маршал, граф на Папенхайм в Бавария от линията Щюлинген, ландграф на Щюлинген, господар на Хьовен-Енген.

## Биография
Той е син на маршал Волфганг I фон Папенхайм († 1558) и съпругата му Магдалена/Маргарета фон Рот († 1555). Внук е на Вилхелм фон Папенхайм († 1508) и Магдалена фон Рехберг († 1508). Брат е на Волфганг II († 1585), Вилхелм III († 1550), Кристоф III († 1569) и Филип († 1619).
При подялбата на наследството след смъртта на баща му Конрад получава само пари. Той започва дворцова служба при император Фердинанд I и също при Максимилиан II и Рудолф II.
През 1563 г. строи с тримата си братя Волфганг, Кристоф III и Филип, долния дворец в Бад Грьоненбах. На 23 октомври 1572 г. Конрад фон Папенхайм получава писмено обещание от император Максимилиан II за графството Щюлинген, дворец и Господство Хьовен и за град Енген. Когато живеещият там последен от рода на графовете фон Лупфен умира през 1582 г. Конрад фон Папенхайм се настанява в дворец Хоенлупфен и град Енген. Това води до завистта на други благородници, които имат някакво влияние в двора на император Рудолф II. По тази причина Конрад фон Папенхайм е арестуван на 1 март 1591 г. и затворен в замък Хоентюбинген. През 1594 г. Конрад фон Папенхайм прави опит да докаже невиността си, което остава безуспешно. Конрад фон Папенхайм умира на 30 юли 1603 г. на 69 години в плен в Тюбинген.
В градската църква в Енген се намира един епитаф за Конрад фон Папенхайм и съпругата му Катарина фон Ламберг, който е направен от синът му Максимилиан.

## Фамилия
Конрад фон Папенхайм се жени за Катарина фон Ламберг (* 1541; † 25 октомври 1597), наследничка на Йеденшпайген, дъщеря на фрайхер Йозеф фон Ламберг (1489 – 1554) и Анна фон Цветкович. Те имат децата:
- Рудолф фон Папенхайм († 1577)
- Максимилиан фон Папенхайм (* 2 февруари 1580; † 14 февруари 1639), маршал на Папенхайм, ландграф на Щюлинген, господар на Хьове, Мьотинген, Графентал, Ротенщайн и Калден, женен I. на 21 септември 1600 г. за графиня Елизабет фон Сайн и Витгенщайн (1581 – 1600), II. 1602 г. за графиня Юлиана фон Вид († 1604), III. на 14 октомври 1606 г. за Урсула Мария фон Лайнинген-Вестербург (1583 – 1638)
- Елизабет фон Папенхайм, омъжена за фрайхер Филип фон Винебург
- Катарина фон Папенхайм
- Поликсена фон Папенхайм († сл. 3 август 1643), омъжена за фрайхер Фридрих Лудвиг фон Хоензаксен (* 28 март 1592; † 1629)
- Мария Магдалена фон Папенхайм, омъжена за Кристоф фон Грайс цум Валдт